# Clupeonella
Clupeonella là một chi cá trong họ Clupeidae phân bố ở Biển Đen và Biển Caspian.

## Các loài
- Clupeonella abrau (Maliatsky, 1930): Cá trích abrau là một loài cá thuộc họ Clupeidae. Loài này có ở Nga và Thổ Nhĩ Kỳ.
  - Clupeonella abrau abrau (Maliatsky, 1930)
  - Clupeonella abrau muhlisi Neu, 1934
- Clupeonella caspia Svetovidov (ru), 1941
- Clupeonella cultriventris (Nordmann, 1840)
- Clupeonella engrauliformis (Borodin, 1904)
- Clupeonella grimmi Kessler, 1877
- Clupeonella tscharchalensis (Borodin, 1896)